# Équipe d'Espagne de hockey sur gazon
L'équipe d'Espagne de hockey sur gazon est la sélection des meilleurs joueurs espagnols de hockey sur gazon. 
L'équipe a pris part au Championnat d'Europe de hockey sur gazon masculin 2007 à Manchester du 19 au 26 août 2007. Les Espagnols s'inclinent 3-2 en finale face aux Pays-Bas.

## Palmarès
| Jeux olympiques - 1960 : 3e - 1980 : 2e - 1984 : 8e - 1988 : 9e - 1992 : 5e - 1996 : 2e - 2000 : 9e - 2004 : 4e - 2008 : 2e - 2012 : 6e - 2016 : 5e - 2020 : 8e - 2024 : 4e |  | Coupe du monde - 1971 : 2e - 1973 : 5e - 1975 : 8e - 1978 : 5e - 1982 : 11e - 1986 : 5e - 1990 : 8e - 1994 : 9e - 1998 : 2e - 2002 : 11e - 2006 : 3e - 2010 : 5e - 2014 : 8e |  | Championnat d'Europe - 1970 : 3e - 1974 : 1er - 1978 : 4e - 1983 : 4e - 2003 : 2e - 2005 : 1er - 2007 : 2e - 2009 : 4e - 2011 : 6e - 2013 : 5e - 2015 : 6e - 2017 : 5e - 2019 : 2e - 2021 : 5e |